# Zellberg
Zellberg ist eine Gemeinde mit 658 Einwohnern (Stand 1. Jänner 2024) im Zillertal und gehört zum Bezirk Schwaz in Tirol (Österreich) und dem Gerichtsbezirk Zell am Ziller.

## Geografie
Zellberg liegt im hinteren Zillertal, angrenzend an Zell am Ziller am linken Ufer des Ziller und gegenüber der Einmündung des Gerlostals. Die Gemeinde besteht aus den Fraktionen Zellberg (392 Einwohner) und Zellbergeben (266 Einwohner, Stand 1. Jänner 2024). Der höchstgelegene Bauernhof liegt auf 1100 m Seehöhe.
Der Ortsteil Zellberg ist gekennzeichnet durch die zerstreuten Höfe und Weiler am Berghang, die mittlerweile alle durch asphaltierte Wege erschlossen sind. Im Almgebiet der Gemeinde befinden sich einige bewirtschaftete Almhütten.

### Gemeindegliederung
Das Gemeindegebiet umfasst folgende zwei Ortschaften (Einwohner Stand 1. Jänner 2024):
- Zellberg (392)
- Zellbergeben (266)

### Nachbargemeinden
| Ried im Zillertal | Kaltenbach                                  | Aschau im Zillertal |
| Fügenberg         | Kompassrose, die auf Nachbargemeinden zeigt |                     |
| Hippach           |                                             | Zell am Ziller      |

## Geschichte
- Erstmals urkundlich erwähnt wird Zellberg im Jahr 1318 als Zellerperg.[2]
- Die Gemeinde besteht seit 1817.
- Im Jahr 1891 wurde die Herz-Jesu-Kapelle errichtet.[2]

### Bevölkerungsentwicklung

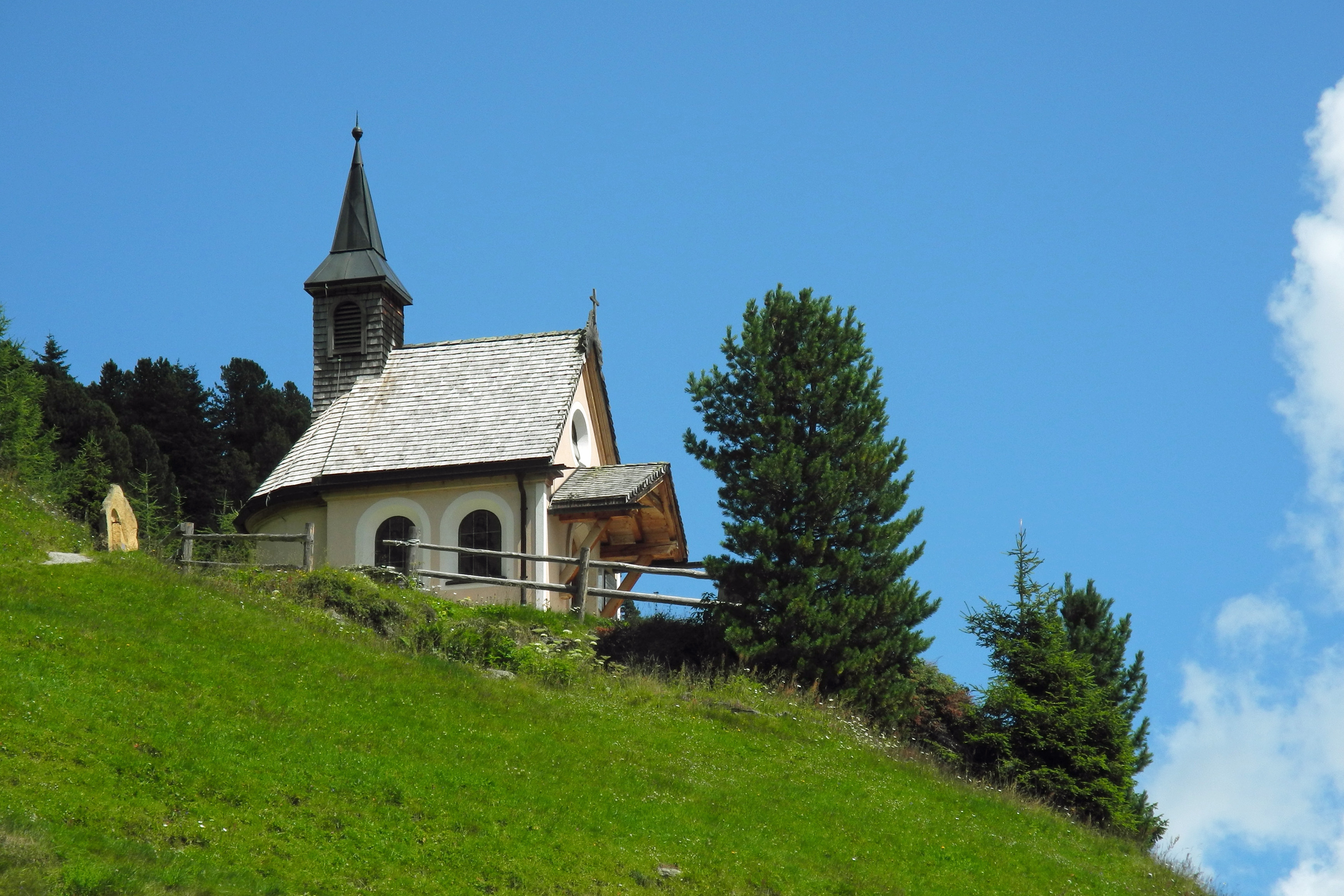
Hauskapelle „Zur schmerzhaften Mutter Maria“

| Zellberg: Einwohnerzahlen von 1869 bis 2024         | Zellberg: Einwohnerzahlen von 1869 bis 2024 | Zellberg: Einwohnerzahlen von 1869 bis 2024 | Zellberg: Einwohnerzahlen von 1869 bis 2024 | Zellberg: Einwohnerzahlen von 1869 bis 2024 |
| --------------------------------------------------- | ------------------------------------------- | ------------------------------------------- | ------------------------------------------- | ------------------------------------------- |
| Jahr                                                |                                             |                                             |                                             | Einwohner                                   |
| 1869                                                | 1869                                        |                                             | 576                                         | 576                                         |
| 1880                                                | 1880                                        |                                             | 522                                         | 522                                         |
| 1890                                                | 1890                                        |                                             | 526                                         | 526                                         |
| 1900                                                | 1900                                        |                                             | 485                                         | 485                                         |
| 1910                                                | 1910                                        |                                             | 529                                         | 529                                         |
| 1923                                                | 1923                                        |                                             | 562                                         | 562                                         |
| 1934                                                | 1934                                        |                                             | 567                                         | 567                                         |
| 1939                                                | 1939                                        |                                             | 552                                         | 552                                         |
| 1951                                                | 1951                                        |                                             | 664                                         | 664                                         |
| 1961                                                | 1961                                        |                                             | 601                                         | 601                                         |
| 1971                                                | 1971                                        |                                             | 624                                         | 624                                         |
| 1981                                                | 1981                                        |                                             | 620                                         | 620                                         |
| 1991                                                | 1991                                        |                                             | 625                                         | 625                                         |
| 2001                                                | 2001                                        |                                             | 675                                         | 675                                         |
| 2011                                                | 2011                                        |                                             | 628                                         | 628                                         |
| 2021                                                | 2021                                        |                                             | 679                                         | 679                                         |
| 2024                                                | 2024                                        |                                             | 658                                         | 658                                         |
| Quelle(n): Statistik Austria, Gebietsstand 1.1.2021 |                                             |                                             |                                             |                                             |

## Kultur und Sehenswürdigkeiten
Die Zellberg Buam, eine überregional bekannte Volksmusikgruppe, kommen aus Zellberg.

## Wirtschaft und Infrastruktur
In Zellbergeben am Talboden befinden sich neben der Gemeindeverwaltung auch Gastronomie- und Fremdenverkehrsbetriebe sowie mehrere Industrie- und Gewerbebetriebe, wie etwa die Maschinenfabrik AL-KO Kober mit einem weiteren Standort in Ramsau im Zillertal.

### Wirtschaftssektoren
Von den 272 Arbeitsplätzen des Jahres 2011 entfallen rund zehn Prozent auf die Landwirtschaft, die Hälfte auf den Produktionssektor und vierzig Prozent auf Dienstleistungen. Im Produktionssektor sind beinahe neunzig Prozent der Erwerbstätigen mit der Herstellung von Waren beschäftigt. Der größte Arbeitgeber im Dienstleistungssektor ist der Handel mit 50 Prozent, gefolgt von Beherbergung und Gastronomie mit zwanzig und den sozialen und öffentlichen Diensten mit fünfzehn Prozent.

### Berufspendler
Im Jahr 2011 lebten etwa 300 Erwerbstätige in Zellberg. Davon arbeitete ein knappes Drittel in der Gemeinde, mehr als zwei Drittel pendelten aus. Fast 200 Menschen aus der Umgebung pendelten zur Arbeit nach Zellberg.

### Verkehr
Zellberg ist über die Zillertalstraße und die Zillertalbahn (Haltestelle in Zell am Ziller) angebunden. Außerdem kann von Zellberg aus die Scheitelstrecke der Zillertaler Höhenstraße angefahren werden.

## Politik

### Gemeinderat
In den Gemeinderat werden elf Kandidaten gewählt:
| Partei                                                             | 2004  | 2004    | 2010  | 2010    | 2016  | 2016    |
| Partei                                                             | %     | Mandate | %     | Mandate | %     | Mandate |
| ------------------------------------------------------------------ | ----- | ------- | ----- | ------- | ----- | ------- |
| Gemeinschaftsliste Zellberg-Zellbergeben - Bgm. Fankhauser Ferdl   | 58,76 | 7       | 55,87 |         |       |         |
| Bürgerliste Zellberg                                               | 31,36 | 3       | 12,91 |         |       |         |
| Liste Zellberg/Zellbergeben                                        |       |         | 31,22 |         | 47,66 | 5       |
| Gemeinschaftsliste Zellberg-Zellbergeben - Bgm. Fankhauser Andreas |       |         |       |         | 52,23 | 6       |
| Die Junge Unabhängige Zellberger Gemeindeliste                     | 9,89  | 1       |       |         |       |         |

### Bürgermeister
Bürgermeister von Zellberg ist Andreas Fankhauser.

### Wappen
Das Gemeindewappen wurde im Jahr 1991 verliehen. Die Lage am Hang wird durch den geschwungenen schwarzen Teil des Wappens symbolisiert, das goldene Herz mit einem Kreuz darüber steht für die Herz-Jesu-Kapelle am Zellberg.

## Sonstiges
Eine Besonderheit der Gemeinde ist, dass sie über kein vollständiges Kanalsystem zur Entsorgung der Abwässer verfügt, was einzigartig im Zillertal ist. Weiters gibt es im größten Teil der Gemeinde für die Haushalte keinen Anschluss an ein öffentliches Trinkwassersystem. Die Brandbekämpfung ist für den Ortsteil Zellbergeben durch sechs Hydranten möglich, für das restliche Gemeindegebiet aufgrund der fehlenden Infrastruktur hingegen kaum möglich.